# Herman van Doornik

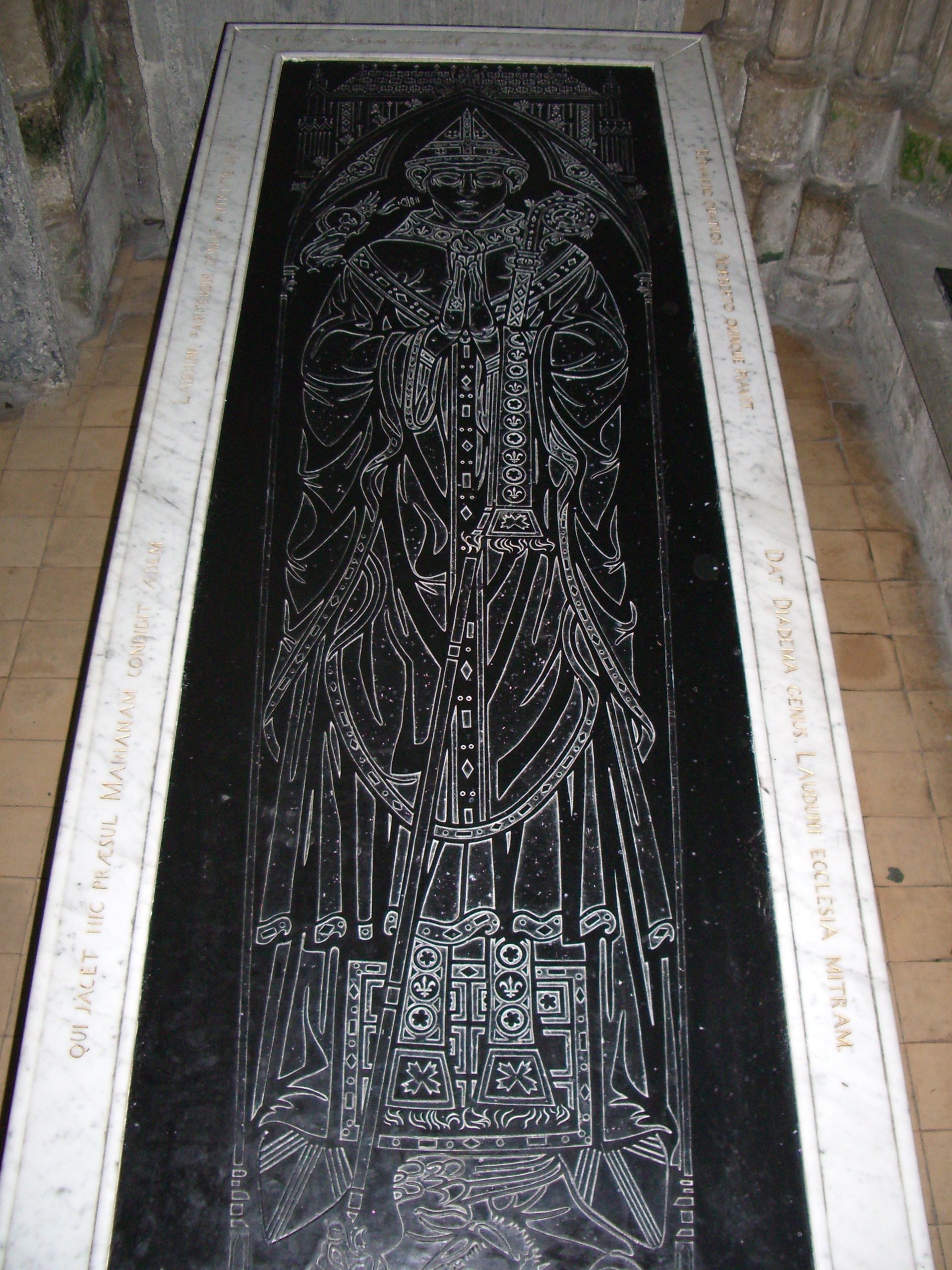
Sarcofaag van bisschop Bartholomeus in de kathedraal van Laon. Deze bisschop hielp ex-abt Herman.

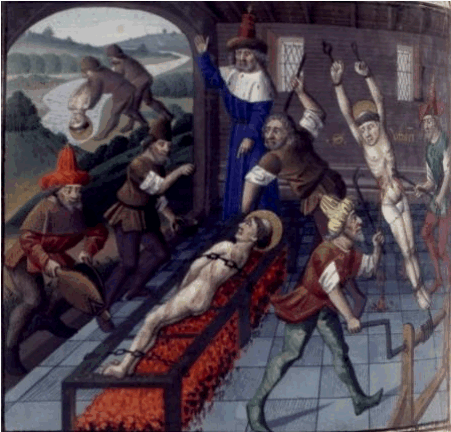
Marteldood van Vincentius van Zaragoza. Herman haalde zijn relikwieën op in Zaragoza.

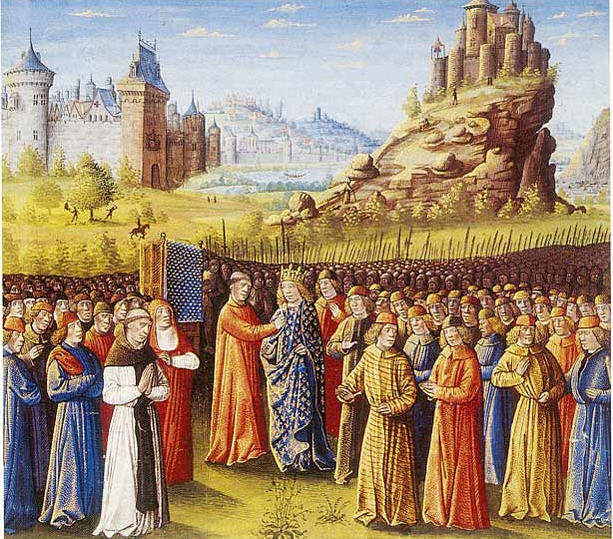
Start van de 2e Kruistocht in Vezelay.

Herman van Doornik (circa 1090 - circa 1147), ook Hériman van Laon genoemd, was abt (1127-1137) van de benedictijnerabdij van Sint-Maarten in Doornik. Hij schreef historische tractaten en heiligenlevens. 
Hij was betrokken bij de oprichting van het bisdom Doornik (1146) door zijn reizen naar de Heilige Stoel in Rome.

## Levensloop
Herman werd geboren in een begoede familie van het Doornikse, een kasselrij in het graafschap Vlaanderen. Zo was zijn grootvader proost van de abdij van Saint-Amand-les-Eaux, gelegen aan de Schelde, zoals Doornik. Zijn oom Thierry le Monétaire was muntslager in Doornik en ging door als de rijkste burger van de stad. Hermans vader was ridder Raoul d'Osmont en moeder Mainsende kwam uit een familie van grootgrondbezitters. 

### Sint-Maartensabdij van Doornik
Door talrijke giften van Hermans familie was de Sint-Maartensabdij erin geslaagd te heropenen na verwoestingen door de Noormannen op de Schelde.
Raoul d'Osmont verhuisde met zijn erg jonge kinderen in de abdij van Sint-Maarten. Herman was toen 5 jaar. De moeder van Herman trok zich terug in een vrouwenklooster waaraan ze veel geschonken had. Herman zag zijn moeder niet meer terug. Vader Raoul, die zich bekeerd voelde tot het monnikenleven, werd proost van de Sint-Maartensabdij. Herman groeide op in het abdijgebeuren en verbleef maar al te graag in het scriptorium. Hij was een leerling van Odo van Doornik, de gereputeerde leraar aan de benedictijnenschool verbonden aan de Onze-Lieve-Vrouwekathedraal (Doornik). Herman schreef later dat hij geboren was om de scientia litteralis of de literaire wetenschap te beoefenen. In 1119 werd Herman diaken.
Met kerstmis 1125 stonden alle mannelijke familieleden rond het sterfbed van vader Raoul. Het kapittel van de abdij verkoos Herman, 30-jaar oud, die nacht tot proost van de abdij. Een jaar later had Herman geen zin meer in de proosdij en werd ontheven van zijn taak (1126). Hij keerde terug naar de perkamenten en manuscripten in het scriptorium. 
Het kapittel verkoos Herman toch tot hun abt, één jaar later, in het jaar 1627. Deze functie vervulde hij tot 1137. Over de reden van zijn ontslag bleef hijzelf discreet. Volgens een rivaliserende fractie in de abdij was Herman een onbekwame abt die te laks was om discipline te eisen in de abdij. Volgens andere bronnen had Herman een verlamming opgelopen en zocht hij iets anders te doen in de resterende tijd van zijn leven. Herman trok naar Laon.

### Bisdom Laon
De familie van Herman had talrijke boerderijen geschonken aan het bisdom Laon. De bisschop van Laon, Bartholomeus van Jura, zond Herman op verschillende missies. In de jaren 1137-1138 was Herman in Zaragoza om de relikwieën van Vincentius van Zaragoza op te halen. Herman profiteerde van zijn verblijf in Spanje om bepaalde kronieken over te schrijven. Zo was Herman ook in Rome in het jaar 1140 en in de jaren 1142-1143, en dit in volle Investituurstrijd. Herman keerde tussen de 2 Rome-reizen terug naar Doornik. Hij bewerkte er dat in 1146 het bisdom Doornik heropgericht werd, nadat het 5 eeuwen versmolten was met bisdom Noyon. Op dat ogenblijk was de bisschop van Noyon, Simon de Noyon, geschorst door de paus. Mogelijks was Herman in Rome een 3e maal in het jaar 1146. 
In 1147 vertrok Herman op kruistocht; het ging om de Tweede Kruistocht die van start ging. Herman keerde nooit terug.

## Werken
Herman schreef meerdere historische tractaten. Hij interesseerde zich in heiligenlevens en in argumenten pro een autonoom bisdom Doornik. Hij was een kroniekschrijver en voor zijn tijd, erg belezen. Hij had manuscripten gelezen in abdijen in Frankrijk, Spanje en in Rome. Zelf bleef hij discreet over zijn eigen verleden in al zijn geschriften.
- Vita Eleutherii; een werk over Eleutherius, de eerste bisschop van Doornik
- Liber de antiquitate urbis Tornacensis; een werk over de geschiedenis van de stad Doornik
- Miracula sanctae Mariae Laudunensis; mirakels over het Mariabeeld in de kathedraal van Laon, waarbij hij zich liet inspireren door manuscripten die hij gelezen had in Spaanse kloosters
- Liber de restauratione abbatiae sancti Martini Tornacensis; een werk over de restauratie van de Sint-Maartensabdij van Doornik wat door Hermans familie gefinancierd werd. Dit werk zou hij aan het pauselijk hof getoond hebben om te pleiten voor een autonoom bisdom Doornik.
  - Liber de restauratione ecclesiae sancti Martini Tornacensis, ed. R.B.C. Huygens, 2010. ISBN 9782503533476
  - The Restoration of the Monastery of Saint Martin of Tournai, vert. Lynn Harry Nelson, 1996. ISBN 0813208513
  - La restauration du monastère Saint-Martin de Tournai, vert. Paul Servais', 2019. ISBN 9782503580593
- Epistola de corpore sancti Vincentii diaconi Valentiae quiescente et de coenobio eiusdem nomine ibidem consecrate; een werk over Martinus van Tours, patroonheilige van de Sint-Maartensabdij van Doornik
- stukken tekst over de nieuwe autonomie van het bisdom Doornik, overgenomen door andere kopiisten
- De incarnatione Jesu Christi Domini Nostri; over de menswording van Jezus. Dit werk schreef Herman in het aartsbisdom Vienne, een vaste tussenstop op zijn reizen heen en terug naar Rome en Spanje.
- Status Imperii Iudaici; over de geschiedenis van het Heilig Land vanaf Mozes tot de Verwoesting van Jeruzalem door Titus. Het auteurschap van Herman is omstreden.

- Bibsys: 8043366
- Bibliothèque nationale de France: cb157422467 (data)
- Catàleg d'autoritats de noms i títols de Catalunya: 981058515444906706
- Gemeinsame Normdatei: 100946119
- International Standard Name Identifier: 0000 0004 4463 8858
- Library of Congress Control Number: n95098042
- Nationale Bibliotheek van Israël: 987007307406205171
- Réseau des bibliothèques de Suisse occidentale: 02-A008715513
- LIBRIS: 336474
- Système universitaire de documentation: 095771034
- Virtual International Authority File: 264697612
- WorldCat: E39PCjrYhMGDfTqJmdG4cmBbMP